# 富士フイルム Xシリーズ

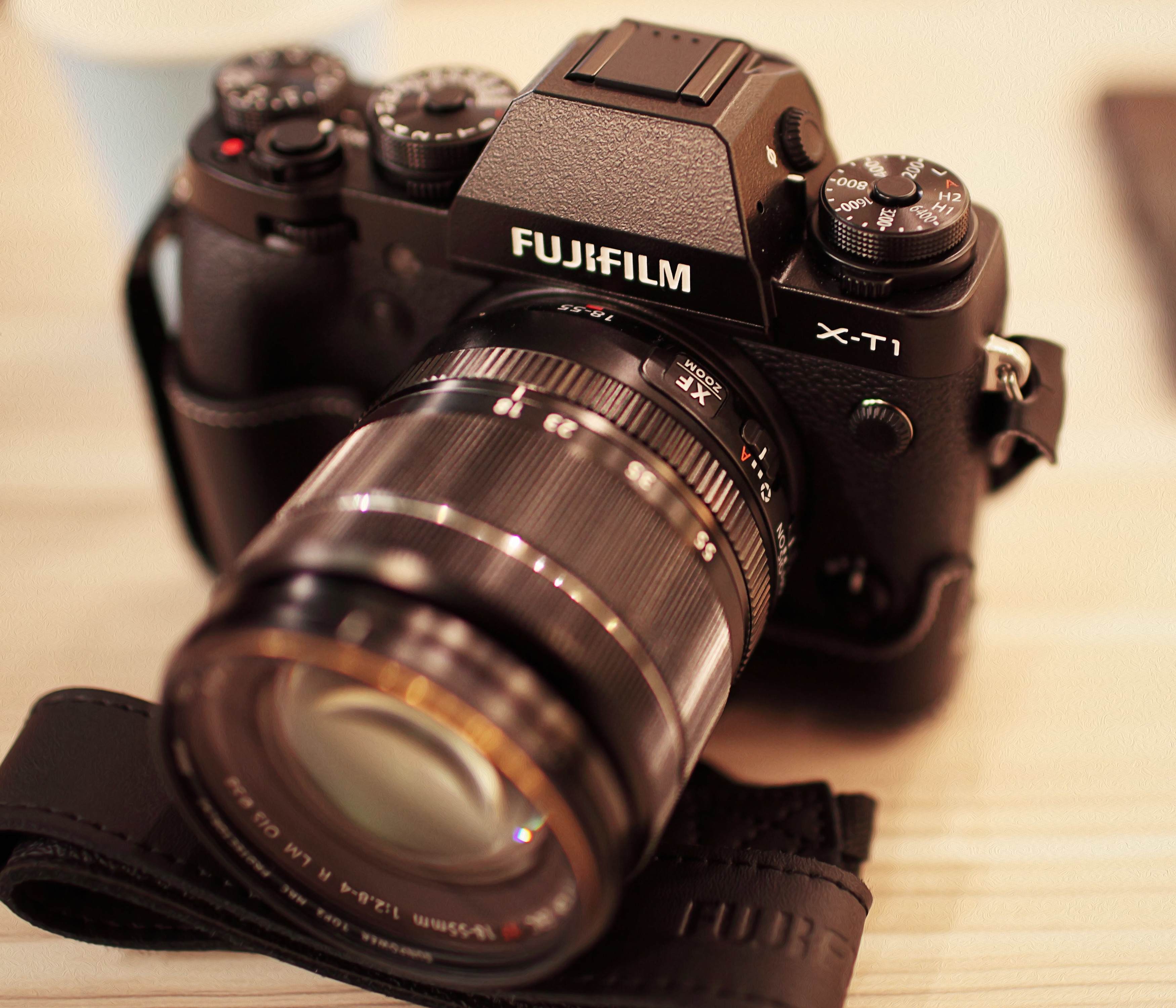
FUJIFILM X-T1

『FUJIFILM X』シリーズは、富士フイルムが2011年から発売しているハイエンドデジタルカメラで構成されているシリーズである。プロと熱心な写真愛好家を対象とした。同社のデジタルカメラ製品の主力である。Xシリーズ自体は単一の共通センサーサイズ、技術やレンズ形式によって特徴づけされていない。むしろ、その主な差別化機能は、高度なデジタルカメラのユーザーが必要とするコントロールに重点を置いている。
X100の発売当初はFinePix X100の名称が使われたが、X10の発表に伴いFUJIFILM X100と呼称が変更され、以降のモデルからはFinePixの名称が付かなくなった。
富士フイルムのデジタルカメラ事業は業界全体の低価格化競争とスマートフォンの急速な普及により苦戦が続いていたが、X100のヒットにより主力をXシリーズに転換したことが奏功し、2014年にデジカメ事業は黒字化を達成した。

## レンズ一体型FinePix X/FUJIFILM Xシリーズ

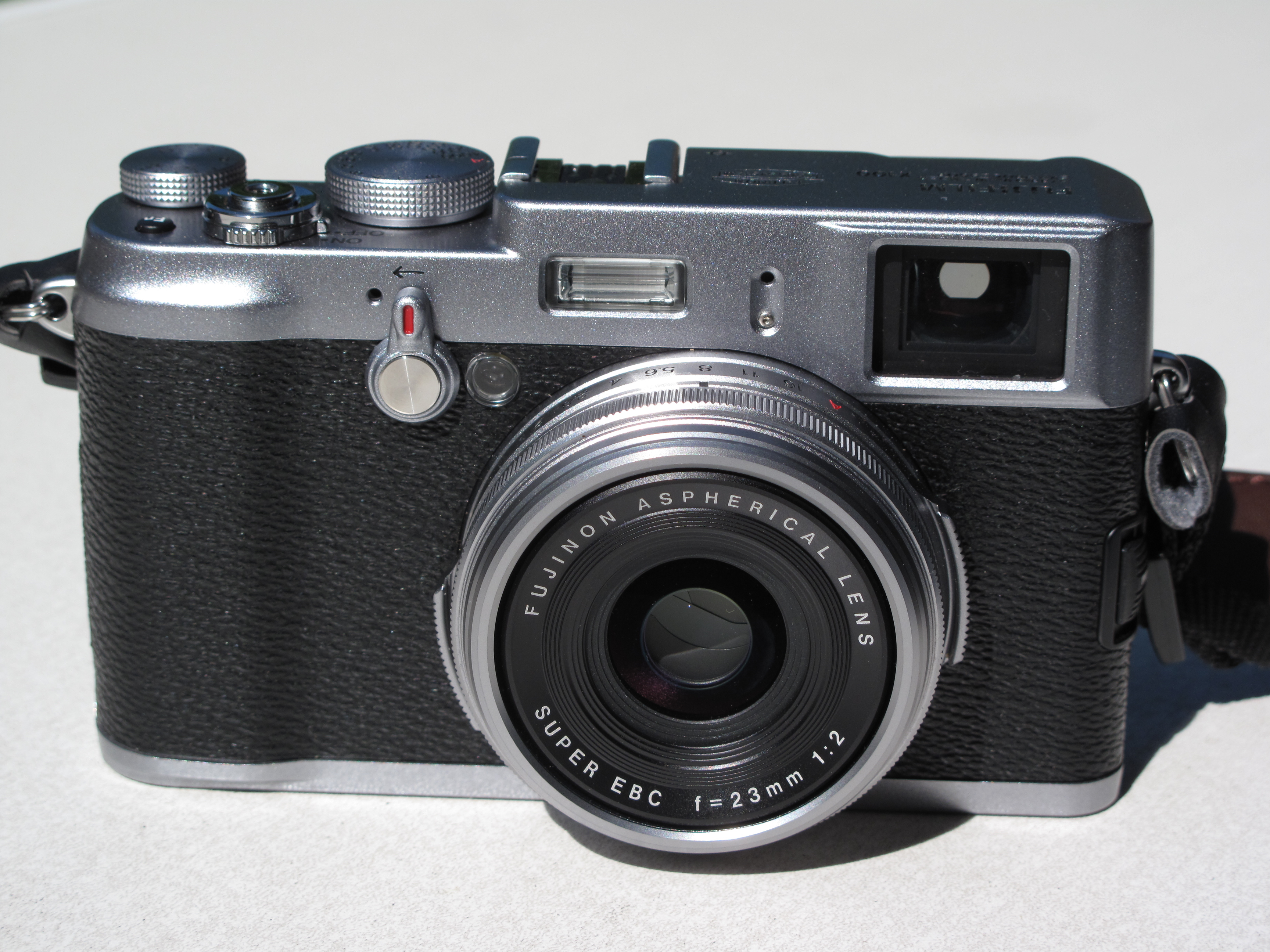
FUJIFILM X100

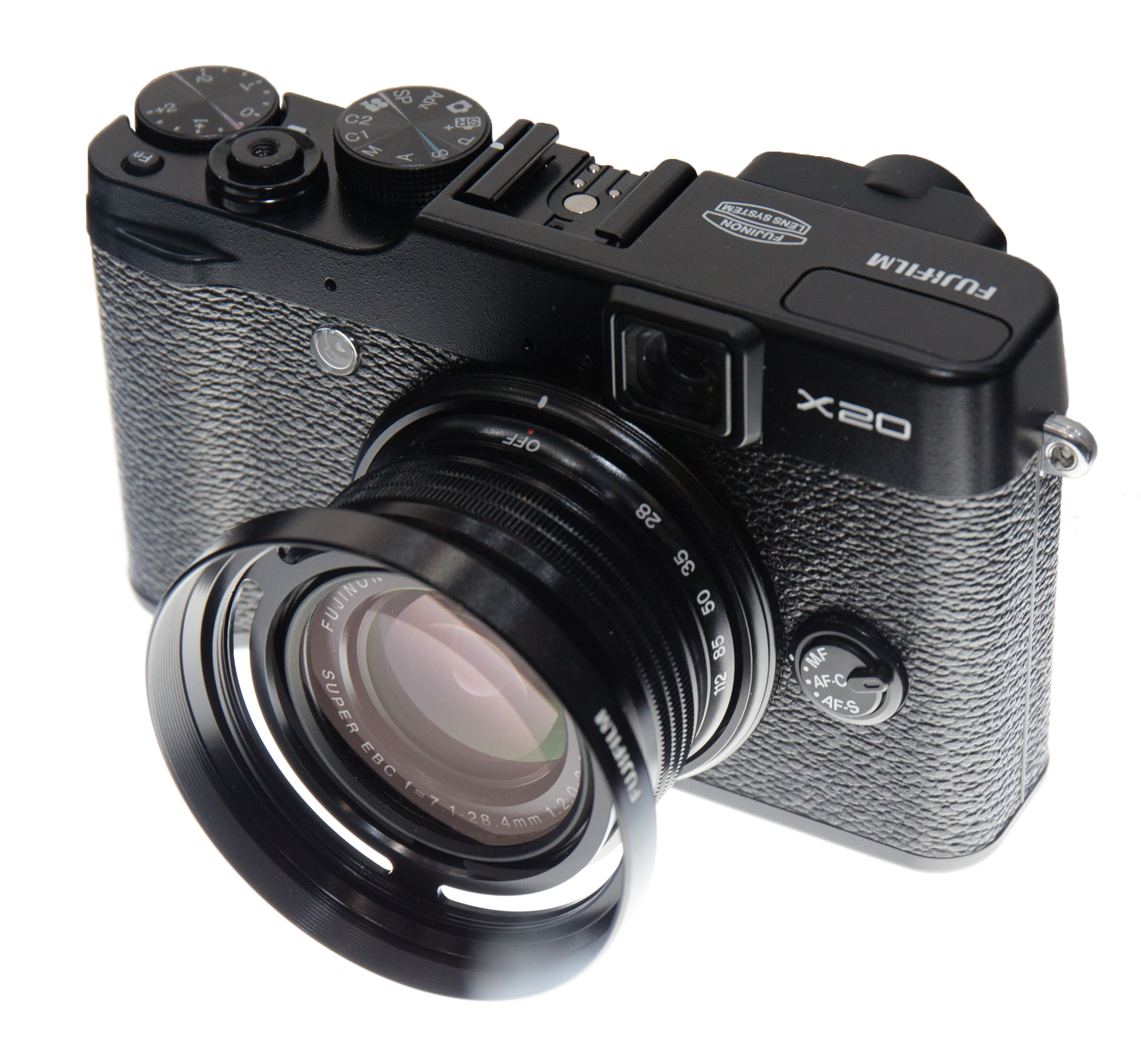
FUJIFILM X20

- FinePix X100 / FUJIFILM X100（2011年3月5日発売） - かつてのフィルム式カメラを彷彿とするようなデザインに、APS-CサイズのCMOSセンサーとEXRプロセッサー、F値2.0の焦点距離23mmレンズを搭載。光学ズーム機能は搭載しない。ホットシューによる各種アクセサリにも対応。光学とセンサーのスルー画像を確認しながら撮影できる二つのモード切替に対応したハイブリッドビューファインダーを搭載した。CP+2011にて、タッチ&トライコーナーでは長蛇の列ができ[3]、3月11日に発生した東日本大震災の影響で工場が被災したことで、品薄の状況が続いた[4]。販売台数は半年で7万台を超え、年内に10万台を突破する見込みという。[1]2012年2月28日に、本体のカラーをブラックにしてレザーケース、レンズキャップ、レンズフード、アダプターリング、プロテクトフィルター、シリアルナンバー入りメッセージカードを同梱した特別セット「FUJIFILM X100 BLACK Limited Edition」が全世界1万台限定で発売された。カメラグランプリ2011「カメラ記者クラブ賞」[5]、ドイツ「iFデザイン賞2012」[6]、フォトキナ2010の「Photokina Star賞」[7]を受賞した。
- FUJIFILM X10（2011年10月22日発売） - X100との違いとして、レンズが単焦点では無くF2.0-2.8フジノン光学4倍マニュアルズームレンズ（超解像2倍デジタルズームと併用して最大8倍ズームが可能）に、搭載センサーは2/3型1200万画素のEXR-CMOSセンサーに変更されている。ハイブリッドビューファインダーも搭載しないが、動画撮影はフルハイビジョン対応に強化された。2011年のグッドデザイン賞を受賞。またXF1とともに、ドイツ「iFデザイン賞2013」を受賞[8]。
- FUJIFILM X-S1（2011年12月7日発売） - X10との違いとして、ボディがFinePix HS20EXRとほぼ同じに、レンズがF2.8-5.6フジノン光学26倍マニュアルズーム（超解像2倍デジタルズームと併用して最大52倍ズームが可能）となり、HS20EXRの上位機種としての位置づけもされている。
- FUJIFILM XF1（2012年11月3日発売） - 薄型ボディで有りながらF値1.8-4.9のHT-EBCコーディングフジノン光学4倍マニュアルズームレンズを採用（超解像併用で最大8倍相当まで可能）。センサーは2/3型1200万画素EXR-CMOS。絞り値等を素早く設定できるメインコマンドダイヤル、任意に各ボタンに割り当てられる拡張ファンクションボタンを搭載。X10とともに、ドイツ「iFデザイン賞2013」を受賞[8]。
- FUJIFILM X100S(2013年2月23日発売) - X100の後継。センサーがX-Pro1やX-E1で使われているX-Trans CMOSの進化型であるAPS-CサイズのX-Trans CMOS IIに変更された。同時にEXRプロセッサーもEXRプロセッサーIIに変更されている。画素数も1630万画素に増えている。回折現象などの光学的影響を補正する点像復元技術が採用され、絞りが小さい状態でもシャープ感や立体感を得ることが可能になった。14bit RAWに対応し、ハイブリッドビューファインダーもEVF側の画素数が236万ドットに増加した。フォーカス速度は、撮像面位相差AF採用で世界最速の0.08秒を実現。動画撮影もフルハイビジョン60フレーム/秒対応に強化されている。2014年2月22日には、本体の色をブラックにして、専用のレンズフード、アダプターリング、オリジナルサムレスト、赤いレリーズボタンを同梱した「FUJIFILM X100S ブラック リミテッドエディション」が国内1000セット限定で発売された。iF プロダクトデザインアワード2014[9]、DPReviewの『GOLD Award』[10]、EISAアワードを受賞[11]。
- FUJFILM X20(2013年2月23日発売) - X10の後継。センサーは同日発売のX100S同様、X-Trans CMOS IIを採用するが、こちらは2/3型になっている。撮像面位相差AFで世界最速のフォーカス速度0.06秒を実現。ファインダーには、新たにデジタルトランス液晶が搭載され、撮影情報をファインダー内でも確認が可能。動画撮影はX100S同様フルハイビジョン60フレーム/秒に対応する。カラーリングにはシルバーが追加された。当初は本機種とX100Sは2月16日発売予定だったが、予定以上の引き合いがあった為に延期となった[12]。TIPA「Best Expert Compact Camera」賞[13]、2013年グッドデザイン賞受賞。

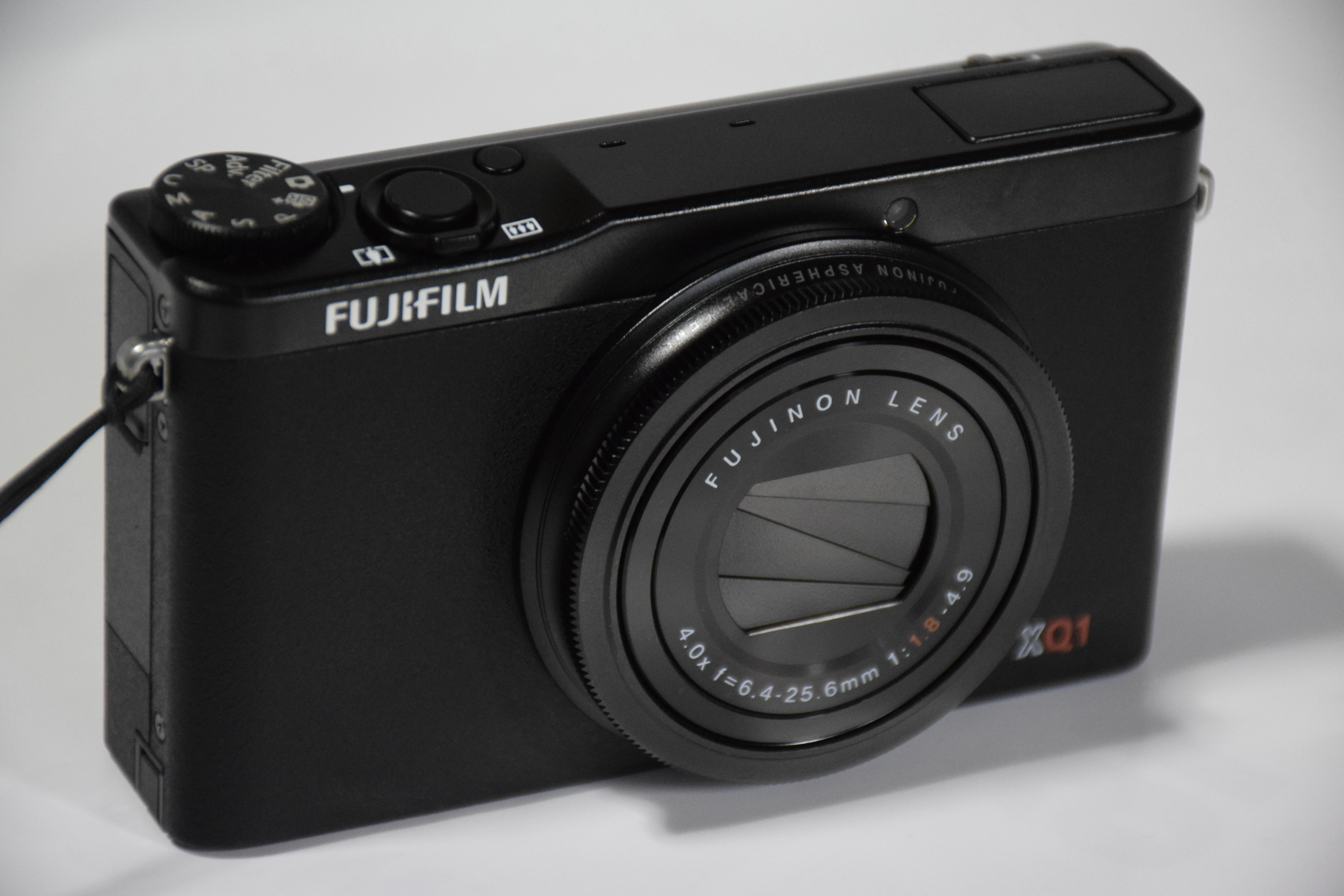
FUJFILM XQ1

- FUJFILM XQ1（2013年11月23日発売） - Xシリーズの中で最小最軽量をうたう商品。2/3型有効1,200万画素のX-Trans CMOS IIにEXRプロセッサーIIの組み合わせにより0.06秒の高速AF、0.99秒の高速起動、撮影間隔0.3秒、シャッタータイムラグ0.015秒、最大12コマ／秒の連写スピードを実現した。WiFiも搭載し、ワンプッシュで写真をスマホやタブレットに転送出来る「スマホ送信機能」を搭載した。2013年グッドデザイン賞受賞、iF プロダクトデザインアワード2014[9]を受賞。
- FUJIFILM X30（2014年9月20日発売） - X20の後継。ファインダーが、光学ファインダーが無くなった代わりに0.65倍の大型表示倍率と世界最短の0.005秒の表示タイムラグを実現した「リアルタイム・ビューファインダー」を搭載した。撮影効果を反映させるかどうかも指定でき、フィルムシミュレーションにはクラシッククロームが新たに搭載された。バッテリーもX20に比べて470枚と撮影可能枚数が1.7倍に増加し、USB充電にも対応した。液晶画面は、上下に角度を調節出来るように改善された。WiFiも搭載し、X-T1同様専用アプリ「FUJIFILM Camera Remote」でタッチAF等のコントロールがスマートフォンやタブレットから可能。スマホdeチェキへのワイヤレス印刷にも対応する。TIPA「Best Expert Compact Camera」賞[14]、「iF デザイン賞（iF design award 2015）」[15]を受賞。
- FUJIFILM X100T（2014年11月20日発売） - X100Sの後継。ピントエリアのデジタル映像を拡大表示できる新機能を搭載し、高精度なピント合わせを可能にした光学ファインダーと、0.05秒と大幅に表示タイムラグを改善した電子ビューファインダーを組み合わせたアドバンスト・ハイブリッドビューファインダーを搭載。また、X100系では初めてWiFiを搭載し、専用アプリ「FUJIFILM Camera Remote」でタッチAF等のコントロールがスマートフォンやタブレットから可能。「スマホ de チェキ」プリントにも対応する。TIPA「Best Premium Camera」賞[14]、「iF デザイン賞（iF design award 2015）」[15]を受賞、2014年の「歴史的カメラ」に選定[16]。
- FUJIFILM XQ2（2015年2月26日発売） - XQ1の後継。ピントが合っているエリアを最大9点表示させる「マルチターゲット オートエリアAF」を搭載。また、フィルムシミュレーションにはクラシッククロームが追加された。「スマホ de チェキ」プリントにも対応する。
- FUJIFILM X70（2016年2月18日発売） - X100Tの下位モデル。同日発表のX-Pro2と異なり、「X-Trans CMOS II」と「EXRプロセッサーII」の組み合わせとなる。同社のAPS-Cセンサー搭載カメラとしては最軽量の340gを実現。焦点距離18.5mm・開放F値2.8のフジノンレンズを搭載。また、Xシリーズで初めて180度回転チルト機能付き静電式タッチパネルディスプレイを搭載し、タッチショット等の直感的操作も可能になった。専用アプリ「FUJIFILM Camera Remote」でのリモート撮影、タッチAFにも対応。
- FUJIFILM X100F（2017年2月23日発売） - X100Tの後継。X-Pro2で採用されている、2430万画素の「X-Trans CMOS III」と画像処理エンジン「X-Processor Pro」を採用。X-T2と同様のAFアルゴリズムを取り入れ、スナップショットの速度を大幅に改善。「アドバンスト・ハイブリッドビューファインダー」の電子ファインダーは秒間60フレームに強化。背面には、X-Pro2・X-T2で好評を得たフォーカスレバーを取り入れた。またX-Pro2で採用された、シャッタースピードダイヤルを引き上げてISO感度の変更を行うビルトインISOダイヤルも装備している[17]。
- FUJIFILM XF10（2018年8月23日発売[18]） - X70の実質的後継だが、センサーはX-Trans CMOSではなくX-A5やX-T100同様のベイヤー配列2424万画素。タッチパネルも可動式ではない代わりにフォーカスレバーを採用し、X-E3と同様の操作感覚となった。ワイヤレスインターフェイスでは、Bluetooth low energyを搭載したことによって、専用アプリ「FUJIFILM Camera Remote」を介して事前にペアリング登録した端末に簡単・即時に画像を自動転送することが可能になった。Instagramなどでよく使われるスクエアフォーマット（縦横比1:1）での撮影も可能。アドバンストフィルターには「リッチ&ファイン」「モノクロ（近赤外線風）」が追加された[19]。
- FUJIFILM X100V（2020年2月27日発売） - X100Fの後継。X-T4で採用されている、裏面照射型2610万画素「X-Trans CMOS 4」センサーと画像処理エンジン「X-Processor 4」を採用。レンズも非球面レンズ2枚を搭載し、描写が改善された第二世代目のレンズに変更された。チルト式背面液晶モニターや天面ダイヤルのほか、シャッタースピードダイヤル内にISOダイヤルを内蔵した「ビルトインISOダイヤル」を搭載している。[20]
- FUJIFILM X100VI（2024年3月28日発売） - X100Vの後継。センサーは4020万画素の「X-Trans CMOS 5 HR」、画像処理エンジンを「X-Processor5」へと更新。X100シリーズ初となる、5軸・最大6.0段のボディ内手ブレ補正機能を新開発して搭載しつつ、質量約521gの小型軽量ボディを実現した。バッテリーは従来通りのNP-W126Sを使用している。

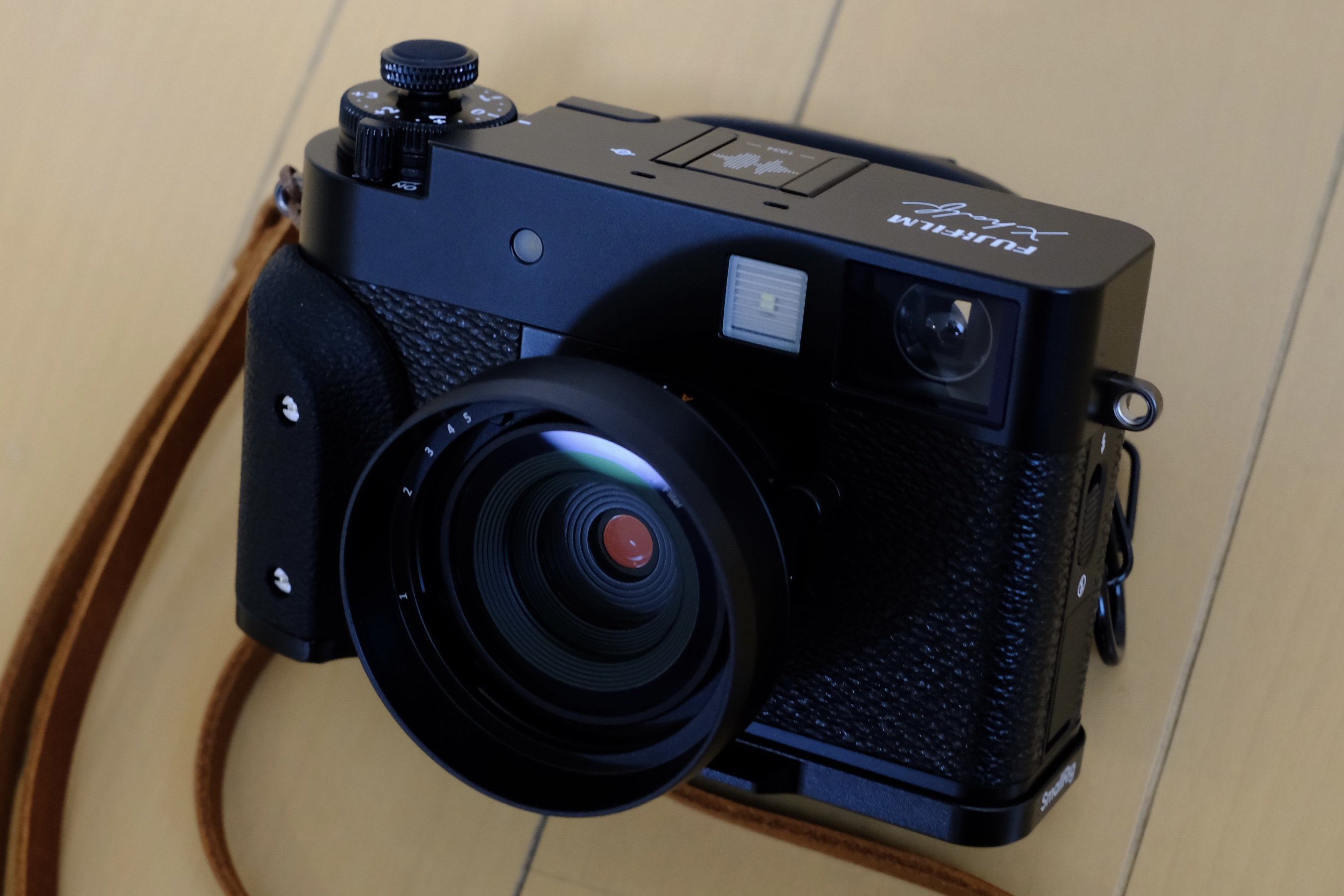
X-HF1(画像の個体は社外品のグリップやフードを装着している)

- X-HF1(画像の個体は社外品のグリップやフードを装着している)FUJIFIM X-HF1（2025年6月26日発売）-新たなコンセプトモデルとして登場。10.8mm（35mm換算32mm相当）の単焦点レンズ（同社のレンズ付きフィルム「写ルンです」と同じ焦点距離）を搭載、センサーは1774万画素の1型CMOSセンサーを採用し、FUJIFILM初となるハーフサイズフォーマット（アスペクト比3:4）を採用したモデル。背面のモニターに加え、逆ガリレオ式の光学ファインダーを装備する。フィルムカメラモードの搭載および、右肩部分にフィルムカメラの巻き上げレバーを模したレバーを装備する等、フィルムカメラで撮影したような表現を得ることができるのが特徴。質量約240gの小型軽量ボディを実現した。ブラック、シルバー、チャコールグレーのカラーバリエーションが展開。

## レンズ交換式FUJIFILM Xシリーズ

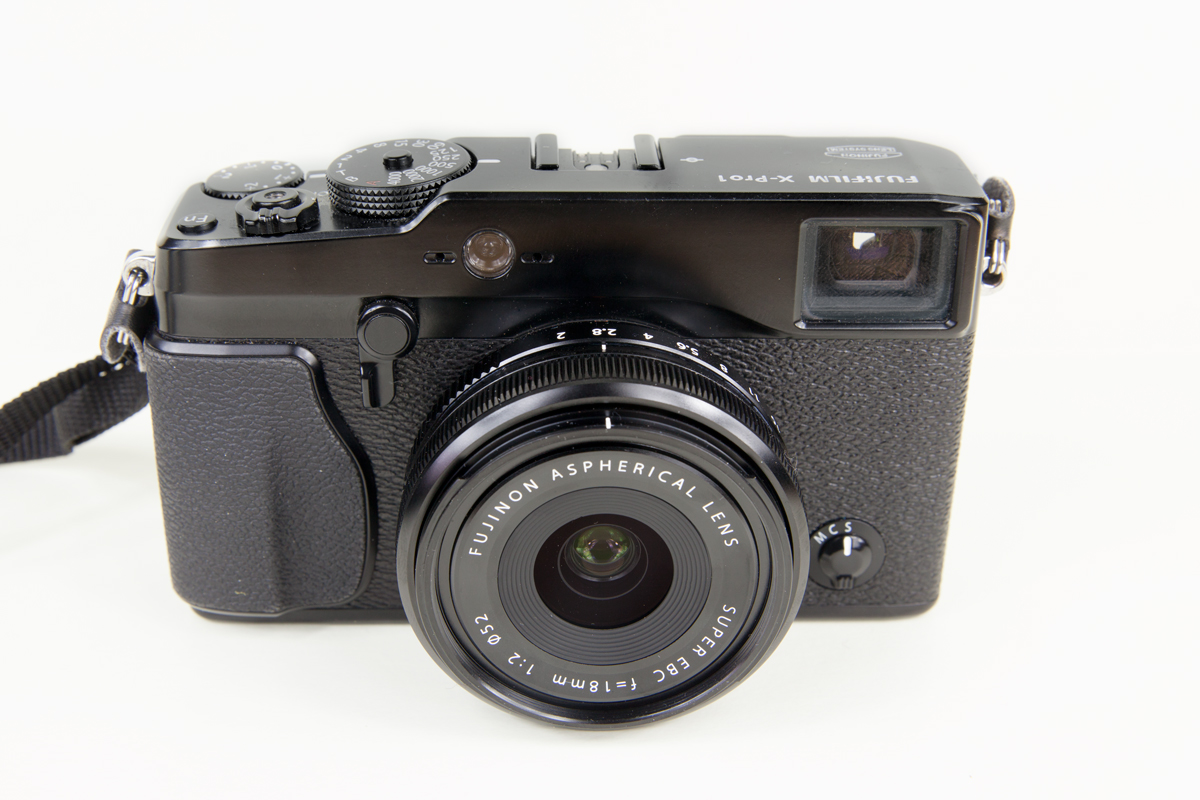
FUJIFILM X-Pro1

- FUJIFILM X-Pro1（2012年2月18日発売） - Xシリーズ初のレンズ交換式で、独自のXマウントを採用する。イメージセンサーに、銀塩フィルムの特徴を取り入れローパスフィルター無しでモアレや偽色の軽減を実現した新開発のX-Trans CMOSを搭載。画像処理には従来のEXRプロセッサーを改良したEXRプロセッサーProを搭載。フィルムシミュレーションには、これまでのVelvia・ASTIA・PROVIAに加え、新たにネガフィルムをベースにしたPRO Neg. StdとPRO Neg. Hiが追加された。
- FUJIFILM X-E1（2012年11月17日発売） - X-Pro1の下位機種。ただし、サイズはFUJIFILM X100並にダウンサイジングされており、それ以外の違いとしてファインダーがハイブリッドビューファインダーでは無く有機EL電子ビューファインダーに、本体のみで約350g（バッテリーとメモリーカード込み）と軽量化した。Xマウント初のズームレンズであるXF18-55mmF2.8-4 R LM OISとのセットモデルもある。イメージセンサーはX-Pro1に準ずる。内蔵フラッシュもポップアップ式になり、ガイドナンバー7に対応している。
- FUJIFILM X-M1（ブラック・シルバーのレンズキット及びダブルレンズキットは2013年7月27日発売、ブラウンの同キットは2013年9月12日、各色のボディのみは2013年9月21日発売） - レンズ交換式のXシリーズでは下位機種になる。ただし、Pro1及びE1には付いていなかった高精細チルト式液晶モニターを搭載、またXシリーズでは初めてWiFiを搭載し、撮影画像をスマートフォンやPCに送信出来る。同じくシリーズ初で、FinePix一部シリーズに搭載されている撮影シーン自動認識の「アドバンストSRオート」も搭載する。センサーは、APS-Cサイズ1630万画素のX-Trans CMOSだが、EXRプロセッサーIIを搭載したことにより0.5秒の高速起動、0.05秒のシャッタータイムラグを実現している。
- FUJIFILM X-E2（2013年11月9日発売） - X-E1の後継。同機種と比べ、センサーをX100Sと同じX-Trans CMOSII、処理プロセッサーをEXRプロセッサーIIに変更し、位相差AFに対応。また、これまでXシリーズで対応していなかった顔きれいナビにも対応する。X-M1同様、WiFiも搭載する。2014年4月のファームウェアアップデートで、EVFの表示タイムラグがX-T1同様の0.005秒に短縮された。さらに、2016年2月のファームウェアアップデートにて、X-T10と同様のオートフォーカスシステムに更新された。
- FUJIFILM X-A1（2013年11月23日発売） - レンズ交換型Xシリーズのエントリーモデル。センサーが、上位機種のX-Trans CMOS系では無く、APS-Cサイズ相当のベイヤー配置有効1,630万画素CMOSセンサーに変更されている。それ以外はX-M1とほぼ同一ながら、より低価格の商品となり[21]、Xシリーズの中で一番のヒット商品となった[22]。2013年12月14日には、ボディ・ボディジャケット・ショルダーストラップをホワイトでコーディネートし、単焦点レンズとズームレンズをセットした｢FUJIFILM X-A1 プレミアムホワイトボックス」が1000台限定で発売された。
- FUJIFILM X-T1（2014年2月15日発売） - 世界最大の0.77倍表示倍率と世界最短0.005秒のタイムラグで映像を表示する「リアルタイム・ビューファインダー」を搭載。センサーは、APS-CサイズのX-Trans CMOS IIにEXRプロセッサーIIの組み合わせ。また、世界で初めて高速SDカードUHS-IIに対応した。WiFiも対応し、専用アプリ「FUJIFILM Camera Remote」でタッチによるピント合わせや撮影も可能。Xシリーズでは初めて防塵・防滴・-10度までの耐低温性能も実現している。ファームウェア3.0適用でオートフォーカス時のフォーカス微調整、「X-T1 Graphite Silver Edition」（2014年11月30日発売）で採用された機能、フィルムシミュレーションへの「クラシッククローム」の追加、「スマホ de チェキ」プリントにも対応する。2015年6月のファームウェアアップデート4.0で、X-T10と同等のインテリジェントハイブリッドAFに更新された[23]。
- FUJIFILM X-A2（2015年2月26日発売） - X-A1の後継。モニターが、Xシリーズ初の175度回転チルト式になった。接写時に自動的に切り替わる「オートマクロAF」、ピントが合っているエリアを最大9点表示させる「マルチターゲット オートエリアAF」、瞳だけにピントを合わせる「瞳AF」を搭載。フィルムシミュレーションにはクラシッククロームが追加された。「スマホ de チェキ」プリントにも対応する。
- FUJIFILM X-T10（2015年6月25日発売） - X-T1の下位モデル。センサー及びEXRプロセッサーはX-T1と同じで、UHS-II非対応及び防塵機能が省略されている代わりにストロボが内蔵されており[24]、出っ張り部分を除いたサイズはFUJIFILM X30とほぼ同じ。X-T1同様リアルタイムビューファインダーを搭載。コントラストAFと像面位相差AFを組み合わせたインテリジェントハイブリッドAFに加え、AF-Cには動体予測技術も搭載された。
- FUJIFILM X-Pro2（2016年2月18日→3月3日発売） - X-Pro1の後継。センサーは新開発の2430万画素・ローパスフィルターレス「X-Trans CMOS III」になり、X100T同様のアドバンストハイブリッドマルチビューファインダーを搭載するが、装着したレンズの焦点距離に応じてOVFの倍率が自動で変わる「マルチマグニフィケーション」機能と、OVFの右下隅に小型EVFを表示する「エレクトロニックレンジファインダー」機能が新たに搭載された。最高速で1/8000秒、最速フラッシュ同調速度で1/250秒を達成した新型のフォーカルプレーンシャッターを搭載している。画像処理エンジンも、新規開発の「X-Processor Pro」に変更された。フィルムシミュレーション機能には、新たに「ACROS」モードが搭載されている。専用アプリ「FUJIFILM Camera Remote」でのリモート撮影、タッチAFにも対応。当初はX70及びFinePixXP90と同じ2016年2月18日発売予定だったが、生産の遅れと世界中から予想以上の注文があったことから3月3日に延期になった[25][26]。2017年3月9日に、グラファイトカラー[27]のカメラボディと同色のXF23mmF2 R WR及びレンズフードをセットにした「FUJIFILM X-Pro2 グラファイト エディション」が国内では1,000セット限定で発売された[28]。
- FUJIFILM X-T2（2016年9月8日発売） - X-T1の後継。センサーがX-Pro2同様の2430万画素の「X-Trans CMOS III」になり、画像処理プロセッサも「X-Processor Pro」になった。Xシリーズでは初の4K動画撮影に対応し、フィルムシミュレーションには「ACROS」モードが追加されると共に、フィルムの粒状感を再現するグレイン・エフェクト機能が搭載された。また、高感度性能の向上によりX-T1では拡張感度だったISO12800を通常感度として利用可能になった。高精細有機ELファインダーも、最大画面輝度が従来機比で約2倍になり、ブラックアウト時間も短縮された。別売りの縦位置パワーブースターグリップ装着により、ブーストモードの発動が可能になり同モード発動中は連写性能の向上、撮影間隔、シャッタータイムラグ、ブラックアウト時間が短縮され、4K記録可能時間も30分に延長される。液晶は、これもXシリーズ初となる3方向チルトに対応し、縦位置での上方向チルトにも対応した。富士フイルムでは、X-Pro2同様フラグシップ機種に位置づけている[29]。2016年の「歴史的カメラ」に選定[30]。2017年2月16日に、高級本革ストラップ、クリップオンフラッシュなどをセットにした「FUJIFILM X-T2グラファイトシルバー エディション」が発売された。
- FUJIFILM X-A3(レンズキットのみ2016年10月6日→11月10日発売) - X-A2の後継。外装はクラシックカメラ風とし、一部にアルミニウムを使用している。センサーは2420万画素のベイヤー配列CMOSを採用。電子シャッターも搭載。液晶画面は3.0型のタッチパネル式となり、タッチフォーカスやタッチショットなどに対応。スライドチルト機構を採用し、モニター部分を180度上に引き上げることができ、X-A2以上に自撮りに対応。AFはX-T10で採用されたシステムを搭載。そのためボディ前面にフォーカス切り替えレバーが追加された。フィルムシミュレーションはX-T10と同じく11種類。またシリーズで初めて、色域がAdobe RGBにも対応となった。ボディ外装はレッド、ブラウン、シルバーの3色を用意[31]。当初は10月6日発売予定だったが、品質評価のために発売日が延期された[32]。
- FUJIFILM X-T20（2017年2月23日発売） - X-T10の後継。X-T10の小型・軽量なボディに、X-T2とほぼ同様の撮影機能を搭載。4K動画の撮影も可能。背面のチルト液晶はタッチパネル式となり、タッチAFとタッチショットが可能となった[33]。
- FUJIFILM X-E3 （2017年9月28日発売）[34] - X-E2の後継。センサーと画像処理エンジンが「X-Trans CMOS III」と「X-Processor Pro」の組み合わせになり、Xシリーズ中最小最軽量を実現している。また、Xシリーズでは初となるBluetooth low energyに対応し、スマホ用アプリ「FUJIFILM Camera Remote」を使うことによって事前にペアリング登録した端末に簡単かつ即撮影した画像を転送出来る。液晶は3型のタッチパネルになり、X-A3で搭載していた「タッチAF」や「タッチショット」に加え、上下左右のフリック操作により事前に割り当てた機能を呼び出す「タッチファンクション」を新しく搭載した。それに加え、EVFを覗いた状態でもタッチパネルを操作することによってフォーカスポイントを移動することも可能になった。このため従来機にあった十字キーがなくなっているが、代わりにX-Pro2やX100Fで採用されたフォーカスレバーでの設定変更も可能。フラッシュは内蔵式から、X-T1,T2の専用品だった、外付けのEF-X8同梱に変更された。
- FUJIFILM X-A5(レンズキットは2018年2月15日発売、ボディのみは2月22日発売[35]) - X-A3の後継。X-A3の外観をほぼ引き継ぎながら、AFセレクタースイッチは外された（機能は背面の十字ボタンで呼び出し）。センサーは新開発の2420万画素のベイヤー配列CMOSを採用し、像面位相差AFに対応する位相差画素を搭載したことで、従来機の2倍のAF合焦速度を達成。常用最高感度は上位機と同様のISO12800に向上。電子シャッターも引き続き搭載。動画はAシリーズで初めて、15pの4K撮影が可能。これを切り出して合成することで、被写界深度の深い写真が撮れる「マルチフォーカス」モードも利用できる。X-E3に続き、Bluetooth Low Energyも搭載された。キットレンズは新開発の「XC15-45mmF3.5-5.6 OIS PZ」で、Xマウントレンズラインアップ初の沈胴式パワーズームレンズとなる[36]。省電力設計により、一回の充電でクラス最高の450枚標準撮影枚数を実現している。
- FUJIFILM X-H1(2018年3月1日発売[37]) - X-T2よりも大柄のボディに、シリーズ初のボディ内5軸手ブレ補正機構を搭載。特定のレンズとの組み合わせにより、最大で5.5段分の手ブレ補正効果が得られる。構造材はマグネシウム合金の厚みを25%増やし、また新しい塗料の採用で、擦り傷にも強い耐性とした。グリップは大きく前方に張り出した形となる。X-T2で露出補正ダイヤルがあった場所には、GFX 50Sで採用された天面サブLCDを搭載した。撮影機能では、シリーズ初の「フリッカー低減撮影機能」と、新規のアルゴリズムで精度を高めた像面位相差AFにより、不安定な光源下での撮影にも対応。フィルムシミュレーションには、映画用フィルムの色と階調を再現した「ETERNA」が追加された[38]。
- FUJIFILM X-T100（2018年6月21日発売[39]） - X-T20の下位機で、他のTシリーズ同様のセンターファインダー機。Xシリーズで初めて水平方向に反転する3.0型3方向チルト式タッチ対応背面液晶モニターを搭載し、セルフポートレート撮影時も美肌モードとの併用で高品位な撮影が可能。バッテリーもX-A5に匹敵する最大430枚撮影が可能。なお、センサーは上位機と異なりAシリーズ同様のベイヤー配列センサーになり、X-Processor Proも搭載しない。「FUJIFILM Camera Remote」で事前に登録した端末への自動転送も可能。更に、常時転送モードが加わり、撮影中に画像の転送も可能になった。
- FUJIFILM X-T3(2018年9月20日発売[40]) - X-T2の後継。画像センサーは2610万画素の「X-Trans CMOS 4」を搭載。常用ISO最低感度が200から160に引き下げられ、拡張最低感度も80に下げられた。画像処理エンジンも「X-Processor 4」に更新され、4つのCPUを搭載して、X-T2やX-H1の約3倍の処理速度となった。これにより、静止画撮影時のAF精度と速度が大幅に向上、AF限界の拡張により暗いシーンでのピント合わせの改善、 演算アルゴリズムの改善により激しいスポーツシーンでもフォーカスしやすくなった。動きのある被写体をクロップするフレームが現れる「スポーツファインダーモード」も搭載。動画撮影はAPS-Cサイズのセンサーを積んだミラーレスカメラとしては世界初の4K/60pに対応、ノイズ低減も改善させた。連射機能はボディ本体のみで秒間最大11枚を達成。このため、オプションのバッテリーグリップにはブースター機能がなくなっている。フィルムシミュレーションには、X-H1で採用された「ETERNA」、GFX 50Sで採用された「カラークローム・エフェクト」に加え、モノクロ撮影では温黒調・冷黒調の調整が可能となった。背面チルト液晶はタッチパネル対応。ブラックボディのほか、従来機では後日発売されていたシルバーボディも同時発売された。
- FUJIFILM X-T30（2019年3月20日発売[41][42]） - X-T20の後継。センサーと画像処理エンジンがそれぞれ「X-Trans CMOS 4」と「X-Processor 4」になり、ボディ外観はX-T20を踏襲しつつ、新形状のグリップでホールド性を高め、素早いフォーカス操作が可能なフォーカスレバーが採用された。X-Trans CMOS 3機では拡張感度だったISO160が常用感度で利用可能になり、位相差画素数は216万画素と従来の4倍に。電子シャッター併用で最速30コマ/秒での高速・静音連写が可能になった。また、顔と瞳の検出精度が向上したことで、任意の顔を優先してフォーカスする顔セレクト機能が追加され、位相差AFの低照度限界はX-T20と比べて-3EVと拡張された。フィルムシミュレーションを使用した動画撮影も可能になっている。
- FUJIFILM X-Pro3(2019年10月23日発売) - X-Pro2の後継。センサーはX-T3と同じ「X-Trans CMOS 4」、画像処理エンジンも「X-Processor 4」に変更された。フィルムシミュレーション機能には、同社が発売している35㎜フィルムSUPERIAシリーズをベースにした「Classic Neg.」が搭載されている。ファインダーはOVFとEVFをレバーで切り替えるハイブリッドビューファインダーが継承され、EVFは約369万ドットの有機ELパネルに変更され高精細化された一方、X-Pro2に搭載されていた、装着したレンズの焦点距離に応じてOVFの倍率が自動で変わる「マルチマグニフィケーション」機能は廃止され、OVFは24mm画角のものに固定された。X-Pro2まであった背面にディスプレイが「Hidden LCD」と名付けられたチルト式モニターに変更され、通常時はモニターが隠されており、展開することで初めて背面ディスプレイを見ることが出来る仕様になっている。通常液晶モニターが搭載されている場所には、小型のカラーメモリ液晶が搭載され、フィルムシミュレーションの使用状況や、撮影設定(ISO感度とホワイトバランス)が簡易的に確認できる。ボディはチタン合金となり、カラーは通常のブラックペイントのほかに、表面硬度を高めるデュラテクトコーティングが施されたDRブラック、DRシルバーが用意された三色展開となっている。
- FUJIFILM X-A7（2019年10月25日発売）[43] - 約320gのボディに約2424万画素APS-Cサイズセンサーを搭載したミラーレスデジタルカメラ。独自の色再現技術などとの組み合わせで高画質を実現。背面には3.5型・最高輝度1000カンデラの明るい大型ワイド液晶モニターを搭載。モニターを自在なアングルに調整できる「バリアングル構造」を採用。30コマ/秒のなめらかな4K動画やハイスピード動画も撮影できる。小型軽量な標準ズームレンズ「フジノンレンズ　XC15-45mmF3.5-5.6 OIS PZ」が付属する。
- FUJIFILM X-T200(2020年2月27日発売)[44] - X-T100の後継。約370gの小型軽量ボディに約2424万画素のAPS-Cサイズセンサーと高性能な画像処理エンジンを搭載。バリアングル方式の液晶モニター採用。
- FUJIFILM X-T4(2020年4月28日発売[45]) - X-T3の後継。「X-Tシリーズ」として初めて、5軸・最大6.5段のボディ内手ブレ補正機能を採用。メカシャッターでは最速15コマ/秒、電子シャッターで最速30コマ/秒での高速・静音連写が可能になった。フィルムシミュレーションには、X-H1から搭載された「ETERNA」をベースにフィルムの銀残しの手法を再現した「ETERNAブリーチバイパス」が追加された。液晶モニターがバリアングル方式になり、バッテリーも新型のNP-W235に変更。動画撮影では4K/60P 4:2:0 10bitでのカメラ内SDカード記録が可能になった。また、電子手ブレ補正機能「DIS」にも対応。当初はブラックボディとシルバーボディが同時発売の予定だったが、諸事情によりシルバーは5月21日に遅れて発売された。
- FUJIFILM X-S10(2020年11月19日発売) - 465gの小型軽量ボディに5軸・最大6.0段の手ブレ補正機能を備えた。裏面照射型2610万画素「X-Trans CMOS 4」センサーと高速画像処理エンジン「X-Processor 4」を搭載し、最短約0.02秒の高速・高精度AF。ホールド性にすぐれた大型グリップや、「バリアングル構造」を採用した背面の液晶モニターを採用。軍艦部はXシリーズの特徴であったシャッタースピードダイヤルやISOダイヤルなどを廃し、他社ミラーレスカメラの操作性に近いモードダイヤルと複数のコマンドダイヤルで操作する形式になっている。
- FUJIFILM X-E4(2020年11月19日発売) - X-E3の後継機。X-S10やX-T4などと同様に「X-Trans CMOS4」「X-Prossesor4」を搭載して基本性能を向上させると同時に、グリップやサムレスト、フォーカス切り替えレバーや背面コマンドダイヤルを廃したフルフラットボディ、チルトモニターの採用などデザインが大幅に変更された。廃されたグリップやサムレストは外付けアクセサリーとして発売されている。
- FUJIFILM X-T30Ⅱ(2021年10月25日発売) - X-T30のマイナーチェンジモデル。背面モニターが約162万ドットになり、画質性能やAF速度も「X-T4」と同等になった。 さらに動体追従性能が向上し、−7EVの暗所でのAF測距も可能となった。
- FUJIFILM X-H2S(2022年7月14日発売) - イメージセンサーは2,616万画素でオートフォーカスのスピードや高速動体追従性能の向上に特化した、裏面照射型かつ積層型構造の「X-Trans CMOS 5 HS」、画像処理エンジンは「X-Processor 5」と第五世代システムを搭載したモデル。フィルムシミュレーションはGFXシリーズで採用されていたアメリカンニューカラーのイメージを再現した「Nostalgic Neg.」が追加された。ダイヤル類はX-S10のようなモードダイヤルとコマンドダイヤルによる、他社製ミラーレスカメラに近い操作性となっている。
- FUJIFILM X-H2(2022年9月29日発売) - イメージセンサーをAPS-Cサイズ最高画素数となる4020万画素となった「X-Trans CMOS 5 HR」を採用した高画素機。常用ISO感度が下限160だったものが125に引き下げられた。GFXシリーズに採用されていた、肌をなめらかに描写する「スムーズスキンエフェクト」や手ぶれ補正機能を利用してセンサーをずらして複数枚の画像を撮影し、パソコンの専用ソフトで合成することで１.6億画素のRAW画像を生成する撮影方法「ピクセルシフトマルチショット」がXシリーズに初搭載された。動画は最高8K30fpsの撮影が可能。その他にも、高画素を活かしてクロップ撮影が可能な「デジタルテレコン」も新搭載された。
- FUJIFILM X-T5(2022年11月25日発売)　- イメージセンサーはX-H2と同様の「X-Trans CMOS 5 HR」を搭載しつつ、従来のTシリーズと同様のISOダイヤル、シャッタースピードダイヤル、露出補正ダイヤルなどを搭載し、写真撮影に特化したモデル。X-T3をベースにし、T4で採用されたバリアングル液晶の背面モニターを３軸チルト液晶に回帰させつつ、同じくX-T4に搭載した手振れ補正機能は0.5段分向上させた最大７段に強化され引き続き搭載。その中で全体的なボディの小型化、軽量化を行い、大きさは初代X-T1と同等レベルまで小型化された。
- FUJIFILM X-S20(2023年6月29日発売) - X-S10の後継。センサーは「X-Trans CMOS4」のままだが、画像処理エンジンが「X-Processor 5」に更新され、ボディ内手ブレ補正が最大7段に強化。ディープラーニング技術を活用した被写体検出AFも搭載された。最大6.2K/30Pの動画撮影が可能で、Vlogカメラとしての活用も考慮されている。バリアングル液晶を開けた裏に、空冷ユニット「FAN-001」の取り付けが可能。バッテリーはX-H2Sなどと同じ「NP-W235」に変わり、従来の2倍以上の撮影枚数を可能とした。
- FUJIFILM X-T50(2024年6月28日発売[46][47]) - X-T30IIの後継。X-T5やX-H2同様の「X-Trans CMOS 5 HR」を搭載。画像処理エンジンも同様に第5世代に刷新された。T30シリーズにあったドライブダイヤルをフィルムシミュレーションダイヤルに変更し、直感的にフィルムシミュレーションを変更できるようになった。
- FUJIFILM X-M5(2024年11月発売予定[48] - X-M1の後継だが、実質的にはX-S20の下位バージョンで、Xマウント入門機の扱い。X-S20と同じセンサーと画像処理エンジンを搭載しているが、EVFとボディ内手ブレ補正機能と内蔵フラッシュを持たない。X-T50で好評だったフィルムシミュレーションダイヤルを採用。また、X-S20以上に動画撮影機能を充実させており、バリアングル液晶の上にφ2.5㎜マイク端子を備え、空冷ユニットFAN-001と三脚兼用グリップTG-BT1の取り付けにも対応。3つの内蔵マイクは集音指向性の選択が可能。動画撮影は4Kや6Kのほか、ショート動画用に9:16の縦長比率での撮影にも対応した。

### 日本国内非発売モデル
- FUJIFILM X-E2S - X-E2の外観を若干変更し、AFシステムを更新したもの。日本国内ではX-E2を2016年2月にファームウェア・アップデートすることで対応した[49]。
- FUJIFILM X-A10 - X-A2の簡略版。軍艦部にアクセサリーシューを持っていない。2016年発売[50]。
- FUJIFILM X-A20 - X-A10の後継。センサーは1630万画素のままだが、背面LCDはタッチパネルとなった。こちらも軍艦部にアクセサリーシューを持っていない。中華人民共和国でのみ発売[51]。

### ラージフォーマットデジタルカメラ FUJIFILM GFXシリーズ
Xシリーズの成功後に、さらなる高画質、クロップ耐性の高い高画素を実現するために開発された中判カメラシリーズ 。
- GFX 50S（2017年2月28日発売）- 有効画素数5140万画素の「Gフォーマット」ベイヤーCMOSセンサーと「X-Processor Pro」の組み合わせ。ボディにはマグネシウム合金を使用し、標準レンズと組み合わせても1,230gと通常のフルサイズ一眼レフ機と同じぐらいの重量に抑えている。EVFは富士フイルムでは初の着脱式で、別売りのチルトアダプターと併用で角度調整が可能。レンズマウントは、マウント幅65mmの専用Gマウントになった。
- GFX 50R(2018年11月29日発売) - センサーはGFX50Sと同様ながら、着脱式ファインダーを廃し、ボディをレンジファインダースタイルへと変更してさらに軽量化を施したモデル。
- GFX 100(2019年6月28日) - 従来の倍の1億200万画素のベイヤーセンサーを搭載。さらに5.5段の手ぶれ補正を搭載したフラグシップ機。AFも象面位相差AFとなり高速化、画像処理エンジンも「X-Processor 4」へと変更し、処理速度を向上させている。ボディは他社のフラグシップ一眼レフのような縦位置グリップ一体型となり、操作系も他社カメラのようなモードダイヤルとコマンドダイヤルを組み合わせた操作になった。
- GFX 100S(2021年2月25日) - GFX100と同様のセンサーを搭載しつつ、さらに小型軽量化を施し、価格を下げた普及モデル。ファインダーの画素数はGFX100から下げられているが、手ぶれ補正の段数は0.5段増加した6段となった。新たにアメリカンニューカラーの色再現を目指したフィルムシミュレーション「Nostalgrc Neg.」が追加された(のちにアップデートでGFX 100にも追加)。バッテリーはX-T4から採用されているNP-W235に変更された。
- GFX 50SII(2021年9月29日) - GFX100Sと同じボディを使用し、撮像センサーをGFX50Sで使用した5140万画素のセンサーに変更した後継機。手ぶれ補正を50Sから追加しつつ、GFX100Sからさらに0.5段上昇した最大6.5段となった。
- GFX 100II(2023年9月28日) - GFX100の後継機。センサーが従来の2倍の高速読み出しを可能にした「GFX 102MP CMOS II HS」に変更。画像処理エンジンも「X-Processor5」へと更新された。従来の秒間5コマ連射を8コマまで向上させただけでなく、処理エンジンの更新によって被写体検出AFも可能となり、動体撮影にもある程度対応できるものになった。動画も最大8K30fps、4Kも60FPSでの撮影が可能となった(8Kは1.51倍クロップされる)。フィルムシミュレーションは、忠実な色再現性とメリハリのある階調表現を併せ持つフィルム「REALA ACE」を再現したモードが追加された。デザインはファンクションボタンの増加だけでなく、バッテリーグリップ一体型だったものを、初代50S同様に着脱型に変更し、別売りとなった。着脱式ファインダーは倍率1倍、944万ドットと過去最高レベルのファインダーに更新されている。X-H2シリーズにつけられる着脱式冷却ファンも使用可能になった。バッテリーはGFX100S同様NP-W235に変更された。
- GFX 100SII(2024年6月28日発売[55]) - GFX100Sの後継機。筐体はGFX100Sと同様だが、センサーは「GFX 102MP CMOS II」へ更新。貼り革もGFX100IIと同様のものに変更された。ファインダーは100Sから576万ドット、倍率0.84倍と向上している。
- GFX 100RF - GFXシリーズ初のレンズ固定式カメラ。GFX100SIIと同様のセンサーとプロセッサを搭載しつつ、手ぶれ補正を省き、レンズ固定式にしたことで700g台というGFX最軽量の重さを実現した。レンズは新開発のGF35mmF4の単焦点レンズ（35mm判換算28mm相当）を搭載。

### Xマウントレンズ

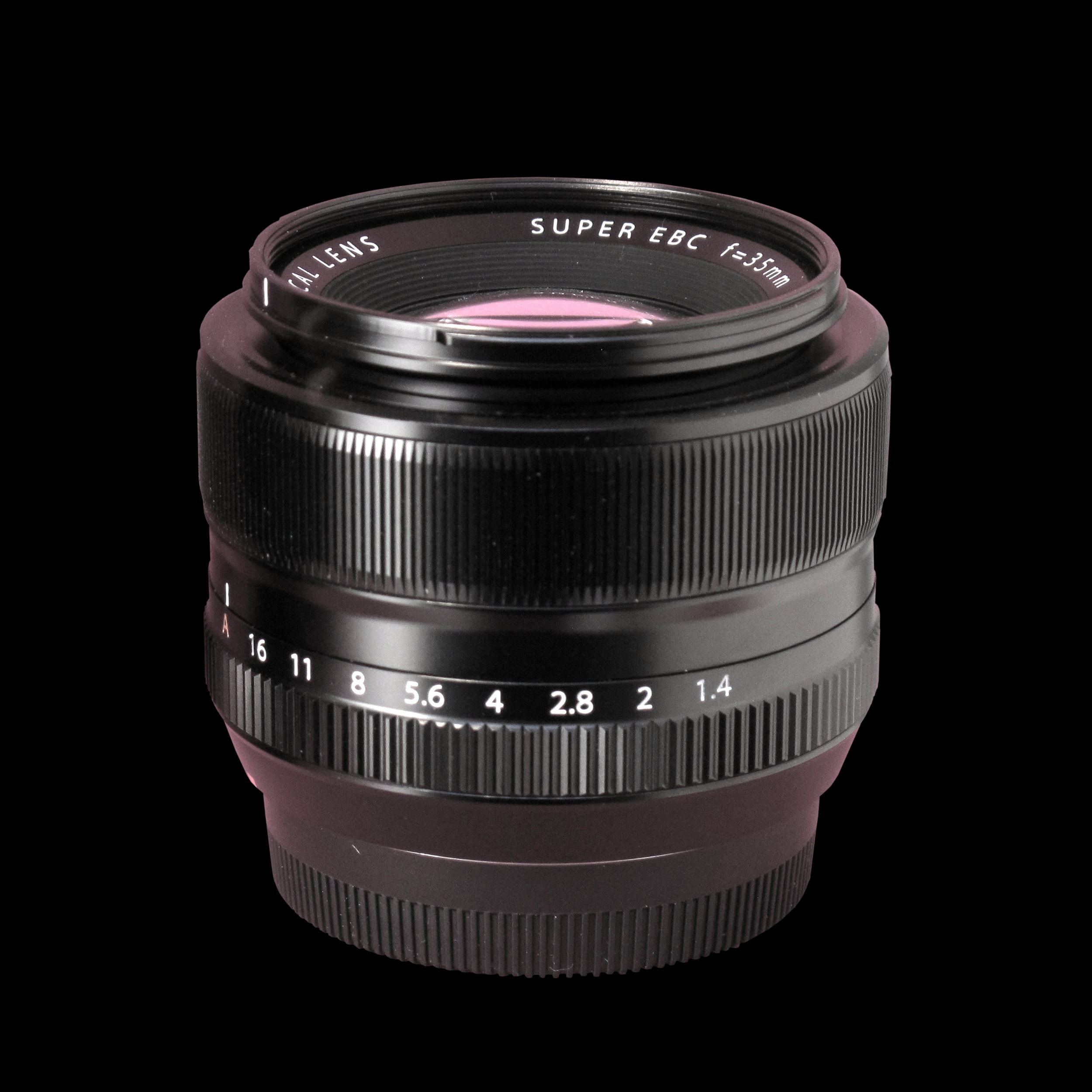
フジノンレンズ XF 35mm F1.4 R

レンズ交換式ミラーレス一眼カメラの交換用レンズは以下の通り。他社の純正レンズと比較しても高価格帯の傾向にある。

#### フジノンレンズ
単焦点レンズ
- XF8mm F3.5 R WR 焦点距離8mm f/3.5-f/22
- XF14mm F2.8 R[57]焦点距離14mm f/2.8-f/22
- XF16mm F1.4 R WR 焦点距離16mm f/1.4-f/16
- XF16mm F2.8 R WR 焦点距離16mm f/2.8-f/16
- XF18mm F1.4 R LM WR 焦点距離16mm f/1.4-f/16
- XF18mm F2 R 焦点距離18mm f/2.0-f/16  - Xマウント発表時に発売された最初のレンズの一つ
- XF23mm F1.4 R 焦点距離23mm f/1.4-f/16
  - XF23mm F1.4 R LM WR 焦点距離23mm f/1.4-f/16 リニアモーターを採用し、防塵防滴を追加
- XF23mm F2 R WR 焦点距離23mm f/2-f/16
- XF27mm F2.8 [58]焦点距離27mm f/2.8-f/16
  - XF27mm F2.8 R WR 焦点距離27mm f/2.8-f/16 - 絞りリングと防塵防滴を追加
- XF30mm F2.8 R LM OIS WR Macro 焦点距離30mm f/2.8-f/22 - 等倍距離での接写が可能なマクロレンズ
- XF33mm F1.4 R LM WR 焦点距離33mm f/1.4-f/16
- XF35mm F1.4 R[59]焦点距離35mm f/1.4-f/16 - Xマウント発表時に発売された最初のレンズの一つ
- XF35mm F2 R WR 焦点距離35mm f/2-f/16
- XF50mm F1 R WR 焦点距離50mm f/1-f/16[60]
- XF56mm F1.2 R[61]焦点距離56mm F1.2-F16
  - XF56mm F1.2 R WR 焦点距離56mm F1.2-F16 防塵防滴仕様に改良。
- XF56mm F1.2 R APD 焦点距離56mm f/1.2-f/16。アポダイゼーションフィルターを内蔵し、より強力なボケが得られる[62]
- XF60mm F2.4 R Macro 焦点距離60mm f/2.4-f/22 - ハーフマクロ撮影が可能。Xマウント発表時に発売された最初のレンズの一つ
- XF80mm F2.8 R LM OIS WR Macro f/2.8-f/22 等倍撮影に対応のマクロレンズ
- XF90mm F2 R LM WR 焦点距離90mm f/2-f/16
- XF200mm F2 R LM OIS WR 焦点距離200mm f/2-f/22 自重2.2kg、フィルターサイズ直径105mmの大口径レンズ、専用品の1.4倍テレコンバーターが付属
- XF500mm F5.6 R LM OIS WR[63] 焦点距離500mm f/5.6-f/22 自重2.2kg、35mm判換算で762mm相当の超望遠レンズ

- XC35mm F2 焦点距離35mm f/2-f/16 - XF35mm F2 R WRの外装やマウントなどをプラスチックに変更し、絞りリングを省略して軽量化した[64]。

- Xマウントフィルターレンズ XM-FL - クロスフィルターやソフトフィルターにも切り替えられる、焦点距離24mm f/8固定のレンズ

ズームレンズ
- XF8-16mm F2.8 R LM WR 焦点距離8mm-16mm f/2.8-f/22
- XF10-24mm F4 R OIS 焦点距離10mm-24mm f/4-f/22
- XF16-50mm F2.8-4.8 R LM WR 焦点距離16mm-50mm f/2.8-f/22 XF18-55mm, XC16-50mmの実質的な後継で、インナーズームを採用
- XF16-55mm F2.8 R LM WR 焦点距離16mm-55mm f/2.8-f/22
  - XF16-55mm F2.8 R LM WR II[65] 焦点距離16mm-55mm f/2.8-f/22 改良により、小型化と軽量化を実現
- XF16-80mm F4 R OIS WR 焦点距離16mm-80mm f/4-f/22
- XF18-55mm F2.8-4 R LM OIS[66]焦点距離18mm-55mm (f/2.8-f/4)-f/22
- XF18-120mm F4 LM PZ WR 焦点距離18mm-120mm f/4-f/22 - インナーパワーズーム搭載
- XF18-135mm F3.5-5.6 R LM OIS WR 焦点距離18mm-135mm (f/3.5-f/5,6)-f/22
- XF50-140mm F2.8 R LM OIS WR 焦点距離50mm-140mm f/2.8-f/22 インナーズームを採用
- XF55-200mm F3.5-4.8 R OIS[67]焦点距離55mm-200mm (f/3.5-f/4.8)-f/22
- XF70-300mm F4-5.6 R LM OIS WR 焦点距離70mm-300mm (f/4.5-f/5.6)-f/22
- XF100-400mm F4.5-5.6 R LM OIS WR 焦点距離100mm-400mm (f/4.5-f/5.6)-f/22
- XF150-600mm F5.6-8 R LM OIS WR 焦点距離150mm-600mm (f/5.6-f/8)-f/22

- XC16-50mm F3.5-5.6 OIS [68]焦点距離16mm-50mm (f/3.5-f/5.6)-f/22
  - XC16-50mm F3.5-5.6 OIS II 焦点距離16mm-50mm。最短15cmまでの近接撮影が可能
- XC15-45mm F3.5-5.6 OIS PZ 焦点距離15mm-45mm。シリーズ初の沈胴式パワーズームを搭載
- XC50-230mm F4.5-6.7 OIS 焦点距離50mm-230mm (f/4.5-f/6.7)-f/22
  - XC50-230mm F4.5-6.7 OIS II 焦点距離50mm-230mm。手ブレ補正が3.5段分に強化

シネマレンズ
動画撮影用レンズで、ズーム・ピント・絞りは個別にリングで操作する。ソニーEマウント用とともに展開。
- MKX18-55mmT2.9 焦点距離18mm-55mm t/2.9-f/22
- MKX50-135mmT2.9 焦点距離50mm-135mm t/2.9-f/22

アクセサリー
- Mマウントアダプター - ライカMマウントとその互換品のレンズを装着するための、純正アダプター。カメラボディの設定を変更するためのボタンを備えている。
- MCEX-11, MCEX-16 - レンズとボディの間に取り付けるマクロエクステンションチューブ。電子接点を備えており、ほぼすべての純正レンズに対応。
- XF1.4X TC WR - 対応レンズの焦点距離を1.4倍に延長するテレコンバーター
- XF2X TC WR - 対応レンズの焦点距離を2倍に延長するテレコンバーター

#### カール・ツァイス
TouitブランドをソニーEマウント用とともに展開。設計はカール・ツァイス、製造はコシナの日本製。2021年4月から、ケンコー・トキナーが日本国内の販売・サポートを担当している。
- Touit 2.8/12
- Touit 1.8/32
- Touit 2.8/50M

#### ケンコー・トキナー
富士フイルムと正式に契約して情報開示を受け、中国製Viltroxレンズを正式にXマウントカメラに対応させたAFレンズを発売。
- atx-m 23mm F1.4 X
  - atx-m 23mm F1.4 PLUS
- atx-m 33mm F1.4 X
  - atx-m 33mm F1.4 PLUS
- atx-m 56mm F1.4 X
  - atx-m 56mm F1.4 PLUS

#### タムロン
富士フイルムと正式に契約して情報開示を受け、AFズームレンズを発売。
- 11-20mm F/2.8 Di III-A RXD
- 17-70mm F/2.8 Di III-A VC RXD
- 18-300mm F/3.5-6.3 Di III-A VC VXD
- 150-500mm F/5-6.7 Di III VC VXD

#### コシナ
富士フイルムと正式に契約して情報開示を受け、「フォクトレンダー」ブランドでMF単焦点レンズを発売。電子接点を備えていて、対応カメラで撮影した場合は、Exif情報の記録や画像補正などの効果が受けられる。
- NOKTON 23mm F1.2 Aspherical
- NOKTON 35mm F1.2
- MACRO APO-ULTRON 35mm F2

#### シグマ
富士フイルムと正式に契約して情報開示を受け、AFレンズを発売。シグマ製レンズ用のUSBドックには対応しない代わりに、フジノンレンズと同様の方法を使ったファームウェア・アップデートが可能。
- 16mm F1.4 DC DN | Contemporary
- 23mm F1.4 DC DN | Contemporary
- 30mm F1.4 DC DN | Contemporary
- 56mm F1.4 DC DN | Contemporary
- 10-18mm F2.8 DC DN |  Contemporary
- 17-40mm f1.8 DC | Art

- 18-50mm F2.8 DC DN | Contemporary
- 16-300mm F3.5-6.7 DC OS |  Contemporary
- 100-400mm F5-6.3 DG DN OS |  Contemporary

#### その他
富士フイルムはXマウントの仕様を公開していないため、正式に契約していないレンズは動作保証外であるが、富士フイルム公式ではサードパーティーは排除しない方針であるという。